# Теніпозид
Теніпозид (англ. Teniposide) — хіміотерапевтичний препарат, який використовується для лікування гострого лімфолейкозу в дітей, лімфогрануломатозу, деяких пухлин головного мозку та інших видів раку. Теніпозид за своїм походженням є похідним подофіллотоксину, і уповільнює ріст ракових клітин в організмі.

## Медичне використання
Теніпозид використовується для лікування низки типів раку у дітей. У США він схвалений для терапії другої лінії гострого лімфолейкозу у поєднанні з іншими протипухлинними препаратами. У Європі теніпозид також схвалений для лікування лімфогрануломатозу, генералізованої злоякісної лімфоми , ретикулоцитарної саркоми, гострого лейкозу, первинних пухлин головного мозку (гліобластоми , епендимоми, астроцитоми), раку сечового міхура, нейробластоми та інших солідних пухлин у дітей.

### Спосіб застосування
Теніпозид вводиться внутрішньовенно, та спричинює опіки, якщо потрапляє під шкіру. Теніпозид можна використовувати в поєднанні з іншими протипухлинними препаратами.

## Протипоказання
Препарат протипоказаний під час вагітності та годування грудьми, пацієнтам з тяжкою печінковою або нирковою недостатністю або тяжкими порушеннями кровотворення.

## Побічні ефекти
Теніпозид при застосуванні з іншими хіміотерапевтичними засобами для лікування гострого лімфолейкозу призводить до тяжкого пригнічення кісткового мозку. Іншими поширеними побічними ефектами є шлунково-кишкова токсичність, реакції гіперчутливості та оборотна алопеція.

## Взаємодії
Систематичні дослідження взаємодій тенопозиду відсутні. Було виявлено, що індуктори ферментів фенобарбітал та фенітоїн знижують його концентрацію в плазмі крові. Теоретично можливі взаємодії включають підвищення концентрації в плазмі при поєднанні з саліцилатом натрію, сульфаметизолом або толбутамідом, які витісняють теніпозид зі зв'язування з білками плазми, принаймні in vitro.

## Фармакологія

### Механізм дії
Теніпозид спричинює дозозалежні одно- та дволанцюгові розриви ДНК та зшивання ДНК з білок. Було виявлено, що препарат діє як інгібітор топоізомерази II (ферменту, який сприяє розкрученню ДНК), оскільки він не інтеркалює в ДНК, та не зв'язується міцно з ДНК. Цитотоксичні ефекти теніпозиду пов'язані з відносною кількістю дволанцюгових розривів ДНК, що утворюються в клітинах, що є відображенням стабілізації проміжного продукту топоізомераза II-ДНК.

## Хімія

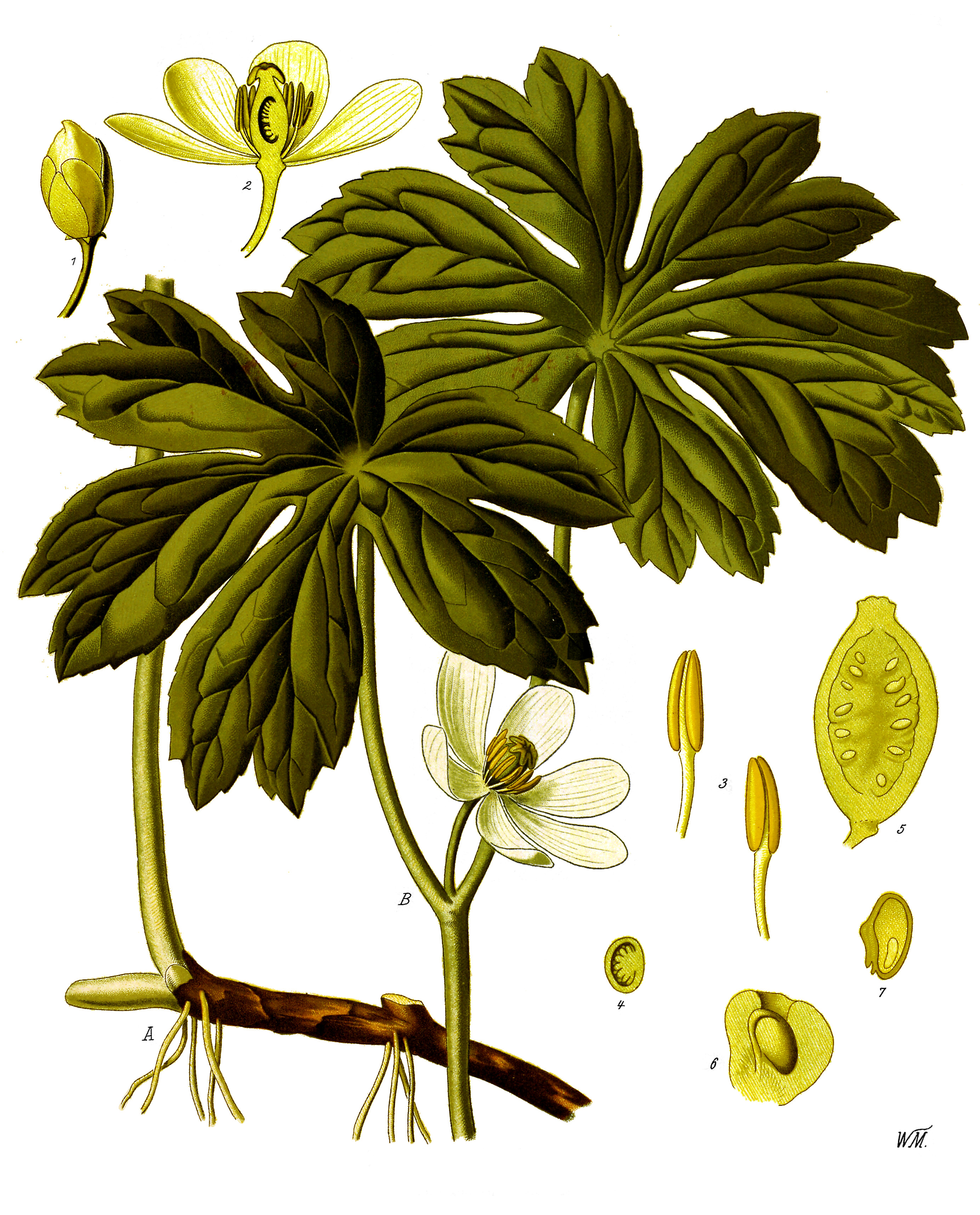
Подофілл (дика мандрагора, Podophyllum peltatum), джерело для синтезу теніпозиду.

Теніпозид — це напівсинтетичне похідне подофілотоксину з кореневища дикої мандрагори (Podophyllum peltatum), зокрема, це глікозид подофілотоксину з D-похідною глюкози. Він хімічно подібний до протипухлинного препарату етопозиду, відрізняючись лише тієнільним залишком, де етопозид містить метильну групу. Обидві ці сполуки були розроблені з метою створення менш токсичних похідних подофілотоксину.